# Sante Caserio
Sante Ieronimo Caserio, talvolta erroneamente indicato come Sante Geronimo Caserio o Santo Caserio (Motta Visconti, 8 settembre 1873 – Lione, 16 agosto 1894), è stato un anarchico italiano, noto per aver assassinato con un pugnale, nel 1894, il presidente della Repubblica francese Marie François Sadi Carnot, per vendicare l'esecuzione dell'anarchico Auguste Vaillant, colpevole di aver ferito alcuni deputati durante un attentato dinamitardo e a cui Carnot, come ad altri anarchici, aveva negato la grazia e la commutazione della pena (in seguito all'attentato vennero inasprite le leggi e furono introdotti anche i reati d'opinione che andavano a colpire soprattutto gli anarchici).
Dopo l'attentato, Caserio venne anch'egli condannato a morte e ghigliottinato. La sua memoria ispirò molti canti anarchici negli anni seguenti.

## Biografia
Sante Caserio nacque a Motta Visconti, in provincia di Milano, l'8 settembre 1873 da una modesta e numerosa famiglia di contadini (aveva cinque fratelli ed una sorella). Il padre, Antonio Caserio, morì di pellagra, una malattia provocata dall'alimentazione contadina di allora, costituita quasi esclusivamente di polenta, in un manicomio nel 1887; già quattro anni prima, all'età di dieci anni, Sante scappò di casa, non volendo pesare sui genitori (ed in particolare sulla madre, Martina Broglia, a cui era molto attaccato), trasferendosi a Milano. Qui trovò lavoro come garzone presso un fornaio.
Fu in quel periodo che Caserio venne in contatto con gli ambienti anarchici locali e, a seguito degli scontri di Piazza Santa Croce in Gerusalemme avvenuti il primo maggio a Roma, diventò anarchico egli stesso nel 1891. Successivamente, fondò un piccolo circolo anarchico nella zona di Porta Genova denominato A pèe (in dialetto milanese "a piedi", cioè "senza soldi"). Pietro Gori lo ricordava come "un compagno molto generoso"; raccontava di averlo visto, davanti alla Camera del Lavoro, dispensare ai disoccupati pane e opuscoli anarchici stampati con il suo misero stipendio.
Nel 1892 venne identificato e schedato durante una manifestazione di piazza; arrestato per aver distribuito un opuscolo antimilitarista a dei soldati, fu costretto a fuggire, prima in Svizzera, a Lugano e Ginevra, ed infine in Francia, a Lione, Vienne e Sète. Caserio aderì alla "propaganda col fatto", enunciata nel 1881 durante il congresso internazionale anarchico di Londra.

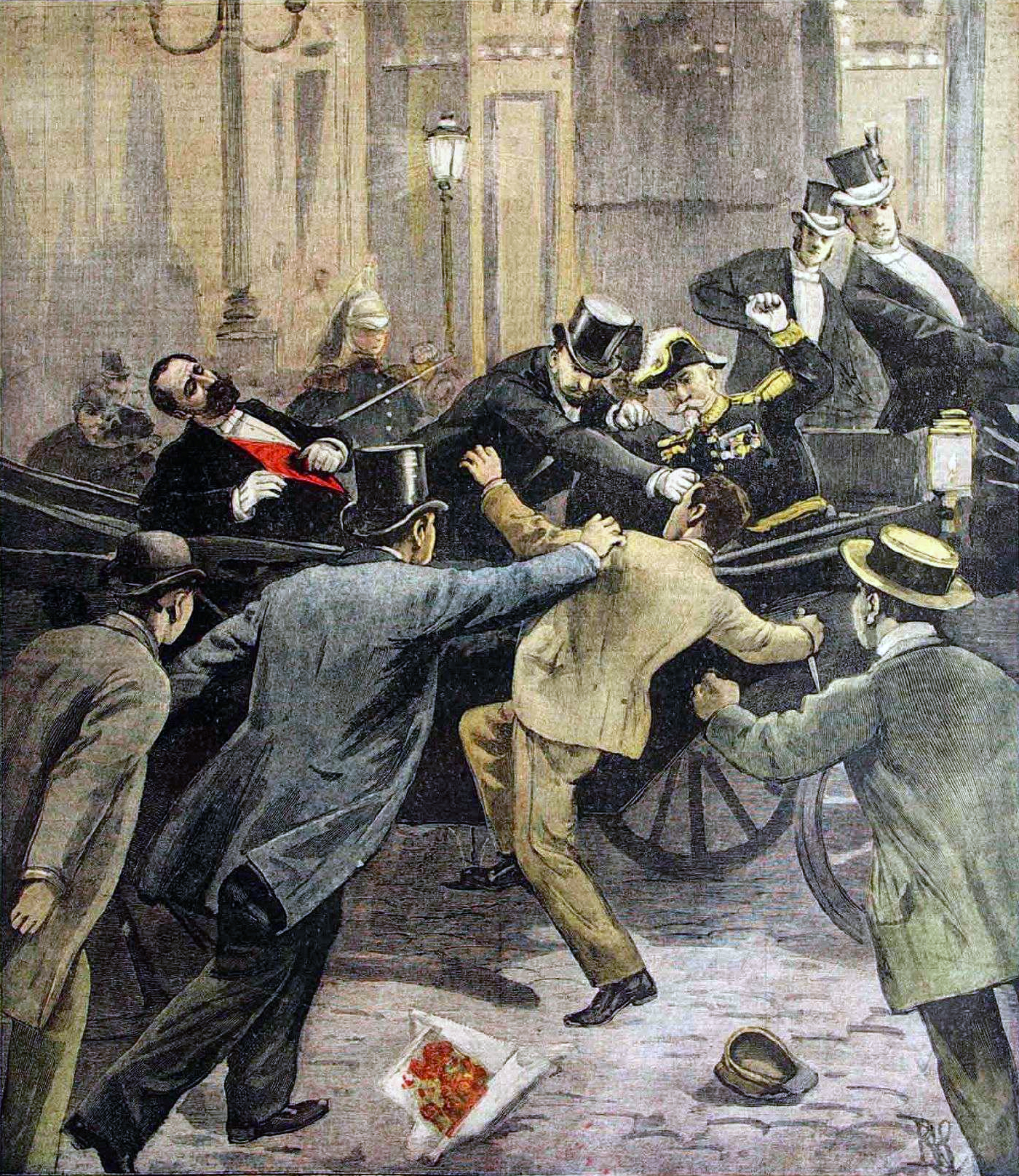
Copertina de Le Petit Journal del 2 luglio 1894, con un'illustrazione dell'assassinio di Sadi Carnot

### L'omicidio di Sadi Carnot
L'esecuzione degli anarchici Ravachol, Auguste Vaillant ed Émile Henry, autori in Francia di diversi attentati, provocò profondo risentimento in ambiente anarchico, compresi gli immigrati italiani di idee libertarie. La povertà era molto diffusa e il governo reagì duramente alle proteste, varando leggi contro quelli che venivano chiamati reati d'opinione: molti anarchici vennero arrestati solo per aver applaudito o sostenuto Vaillant; alcuni furono inviati nei bagni penali con processi sommari per aver partecipato a pubbliche letture di scritti anarchici, lasciando le loro famiglie nella miseria.

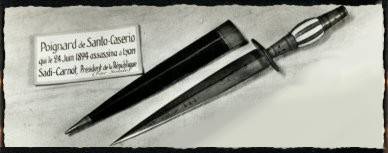
Il pugnale con cui Caserio assassinò Carnot, oggi custodito presso il Museo delle Confluenze a Lione.

La mancata concessione della grazia da parte del Presidente Marie François Sadi Carnot nei confronti di Vaillant (nonostante non avesse ucciso nessuno, ma solo ferito, come era sua intenzione secondo quanto dichiarò), che aveva già spinto Henry a compiere un attentato di protesta, come riportato in una versione dell'interrogatorio, alimentò il risentimento di Caserio verso Sadi Carnot, identificato come il principale responsabile della repressione contro gli anarchici e gli immigrati, nonché della miseria del popolo in quanto rappresentante in capo dell'odiato Stato borghese e proponente della stretta repressiva avviata con l'approvazione delle tre nuove leggi poliziesche, le cosiddette "leggi scellerate". In una versione, probabilmente apocrifa, dell'interrogatorio, Caserio nomina anche, come concausa della scelta di Carnot come simbolo da colpire, l'ingiustizia dell'assoluzione di alcuni popolani francesi, responsabili del massacro delle saline di Aigues-Mortes, in cui morirono molti immigrati italiani.
Il 24 giugno 1894 Caserio, deciso quindi - come risulta dai verbali del processo e della sua arringa difensiva - a vendicare Auguste Vaillant e gli anarchici tutti, adducendo anche lo sfruttamento del popolo da parte della borghesia, si recò a Lione dove Sadi Carnot era atteso per l'inaugurazione dell'Esposizione universale. Comprò un pugnale e lo avvolse in un foglio di giornale. Caserio attese che il corteo presidenziale transitasse in piazza della Repubblica, quando approfittando della confusione si avvicinò alla vettura agitando un foglio di carta. I poliziotti pensando che dovesse sottoporre una supplica al presidente lo lasciarono avvicinare fino a montare sul predellino della vettura. Raggiunto il Presidente, lo colpì al fegato (non al cuore, come volle la leggenda e come venne affermato) con il lungo pugnale dal manico rosso e nero (i colori che simboleggiano l'anarchismo), su cui aveva forse scritto il nome "Vaillant".
Caserio, dopo aver rivendicato il gesto in mezzo alla folla gridando "Viva l'anarchia!", tentò la fuga, ma fu trattenuto dai passanti e quindi immobilizzato dalle forze dell'ordine. Sadi Carnot, ferito gravemente, per la perdita di sangue perse conoscenza quasi subito, e morì poche ore dopo, il 25 giugno; venne sepolto solennemente al Pantheon di Parigi.

### Il processo e la condanna a morte

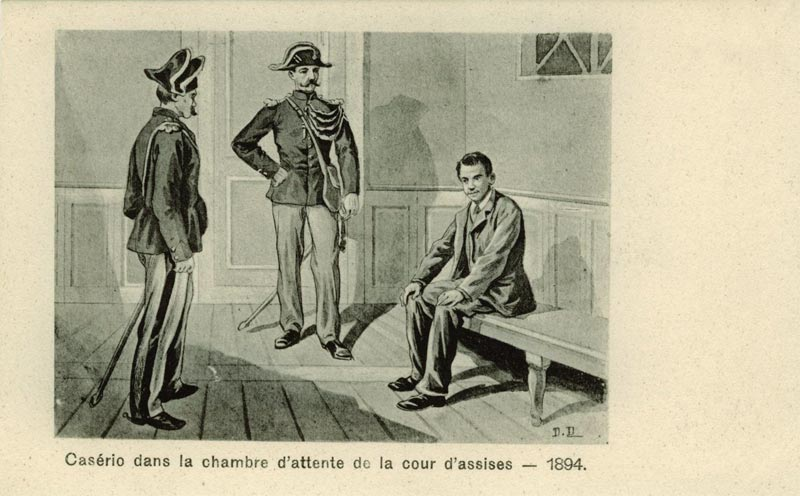
Caserio in prigione

Caserio fu processato il 2 e 3 agosto. Di fronte al tribunale che lo condannò alla ghigliottina, Caserio pronunciò la propria difesa, per mezzo di un interprete, difendendo e motivando il gesto per i suddetti motivi. Disse tra l'altro: 
Al processo non tentò mai di negare la propria responsabilità, né di chiedere la pietà del giudice, né successivamente richiese la grazia al nuovo Presidente. Gli fu offerta la possibilità di ottenere l'infermità mentale e in cambio avrebbe dovuto fare i nomi di alcuni compagni, ma Caserio rifiutò, con la celebre frase "Caserio fa il fornaio, non la spia".

In prigione spedì una cartolina con l'immagine di Ravachol e la scritta Il est bien vengé ("è stato ben vendicato") alla vedova di Carnot. Sempre, in cella, mentre attendeva la condanna a morte, gli fu anche mandato, con il permesso del Ministro degli Esteri, il coadiutore di Motta Visconti don Alessandro Grassi per l'estrema unzione e per confessarsi, ma rifiutò, in quanto ateo.

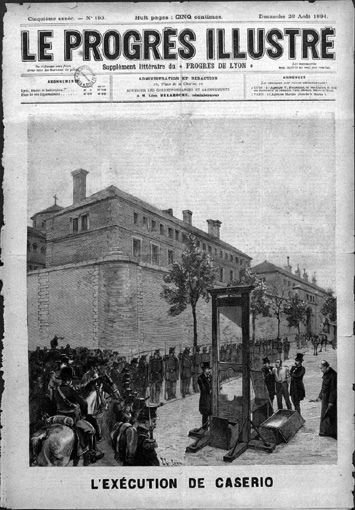
Copertina di Le Progrès illustré, del 20 agosto 1894, illustrazione dell'esecuzione di Caserio, avvenuta a Lione il 16 agosto 1894 nei pressi della prison Saint-Paul all'angolo tra la rue Smith e cours Suchet.

Fu giustiziato il 16 dello stesso mese tramite ghigliottina. Sul patibolo, infine, un attimo prima di morire, gridò rivolto alla folla: "Forza, compagni! Viva l'anarchia!". Il suo corpo venne tumulato presso il vecchio Cimitero de la Guillotière, a Lione.

### Le reazioni in Francia
Il gesto di Caserio provocò diversi atti di violenza e intolleranza da parte dei francesi contro i numerosi immigrati italiani, compatrioti dell'assassino, e contro gli anarchici in generale. Subito dopo l'attentato il consolato italiano di Lione fu assaltato e difeso a stento e diversi negozi di italiani vennero saccheggiati. I disordini furono tali da condurre all'arresto di 1200 persone in poche ore. Nel resto della Francia si assistette a numerosi licenziamenti di lavoratori italiani e nei giorni successivi si registrarono almeno 3000 rimpatri, tra i quali quello dell'avvocato Pietro Gori, conoscente di Caserio.
Contemporaneamente però, e nei mesi a seguire, si verificarono numerosi arresti per apologia di reato nei confronti di sostenitori dell'azione di Caserio, tra questi Alexandre Dumas (figlio). A livello legislativo si ebbe inoltre un nuovo inasprimento con l'approvazione di una quarta "legge scellerata" che venne duramente contestata in Francia.

### Reazioni nel mondo
Caserio è il protagonista del settimo capitolo del libro Gli anarchici di Cesare Lombroso.
Lev Tolstoj, anarco-cristiano nonviolento, commenta così i delitti degli anarchici, tra cui Caserio e Gaetano Bresci, come una conseguenza delle politiche oppressive e violente dei governanti:
(L. Tolstoj, Non uccidere)

## Canti su Sante Caserio
Sulla figura di Caserio si è in seguito sviluppata una tradizione popolare di canti e di una perdurante memoria collettiva, in cui spesso Caserio viene accomunato nell'immaginario a Gaetano Bresci, l'uccisore di Umberto I di Savoia. Numerose sono le canzoni a lui dedicate, in parte tramandate oralmente. Alcuni esempi sono:
- Caserio, dei Rankore
- Le ultime ore e la decapitazione di Caserio di Pietro Cini (nota anche come Aria di Caserio o Il sedici di agosto)
- Partito da Milano senza un soldo di autore anonimo
- La ballata di Sante Caserio, nota anche come Sante Caserio, A Sante Caserio, Canto a Caserio, Aria di Sante Caserio, testo di Pietro Gori, su musica popolare; molto note anche le elaborazioni musicali moderne fatte da Daniele Sepe, dal gruppo folk rock italiano Les Anarchistes (questa contenuta nell'album del 2002 Figli di origine oscura) e dal gruppo Oi! italiano Youngang.
- Il processo di Sante Caserio, nota anche come L'interrogatorio di Caserio, anonimo. Varianti con testo leggermente diverso o cambiato in parte: E alla mattina presto suonan le campane, E si alza poi in piedi il presidente, Il Caserio lui davanti al tribunale
- Caserio passeggiava per la Francia di anonimo
- Pugnale pugnaletto di anonimo
- Stornelli su Caserio di anonimo
- Su fratelli pugnamo da forti di anonimo
- Sante Caserio uccisore di Sadi Carnot di anonimo
- Mesanoc an sl'aqua, della Banda Brisca
- Gli anarchici noi siamo di Milano, di anonimo (nominato insieme a Gaetano Bresci).